# Tel Aqab
Tel Aqab es un antiguo asentamiento de Mesopotamia que se encuentra en el noreste de Siria, ocupado desde el periodo Halaf (6000 AC - 3800 AC). Está situado en el extremo norte de la llanura de Khabur, cerca de la cabecera del río Jabur, afluente del Éufrates, a 6 km al sur-sureste de la ciudad de Amuda, en el distrito de Jazira. Es uno de los pocos sitios que contienen material relativo al periodo de transición Halaf-Ubaid período de Transición, c. 5500-5000 AC.

## Investigación arqueológica
Las características de la cerámica de Tel Aqab indican que existió una gran proporción de vasijas foráneas, por lo que se deduce un alto nivel de actividad comercial con el cercano centro de producción de Chagar Bazar, a unos 15 km al suroeste de Tel Aqab.
El examen microscópico de la Ubaid cerámica de Tal Aqab muestran que las témperas habían sido añadidas a la arcilla de todos las vasijas analizadas. Las témperas no están presentes en ninguna de las vasijas pintadas Halaf de Tal Aqab.
La presencia de conchas marinas en Tal Aqab atestigua vínculos más lejos, para los mares cercanos, el mar Mediterráneo o Negro. Dos especímenes de Nassarius circumcinctus y uno de Calliostoma zizyphinum se encontraron en los mediados a finales de Halaf contextos en Tal Aqab. Un estudio de la distribución de los moluscos en el "Mar de Turquía", no C. zizyphinum ni N. circumcuntus fue encontrado en el Mar Negro o el Mar de Mármara, sin embargo ambos se encuentran en el Mediterráneo y el Egeo, Mar.
Una gradual Halaf-Ubaid fase de Transición ha sido identificado en Tal Aqab. Ejemplo de una transición gradual también ha sido identificado en otros sitios en Siria.